# Roger Blais (ingénieur)
Pour les articles homonymes, voir Roger Blais et Blais.
Roger A. Blais est un ingénieur géologique canadien né le 4 février 1926 à Shawinigan au Québec et décédé le 25 septembre 2009 à Laval au Québec à l'âge de 83 ans. Il était l'époux de Madame Huguette Blais (née Lapointe) et père de deux enfants (Jacques et Michèle).
Il a fait des études d'ingénieur géologue à l'Université Laval et a obtenu un Ph.D. en géologie économique de l'Université de Toronto en 1954.  Il a été directeur du développement minier de l'Iron Ore à Schefferville.
En 1961, il est invité à se joindre au département de génie géologique de l'École Polytechnique de Montréal et en devient, en 1970, le premier directeur de la recherche. 

## Honneurs
- 1976 - Prix Bancroft
- 1979 - Membre de la Société royale du Canada
- 1984 - Officier de l'Ordre du Canada
- 1992 - Prix INNOVATION
- 1994 - Lauréat du Grand Prix d'Excellence de l'Ordre des Ingénieurs du Québec
- 1995 - Officier de l'Ordre national du Québec
- 1995 - Fellow de l'Institut canadien des ingénieurs
- 1997 - Prix Armand-Frappier
- 1999 - Prix du Fonds FCAR
- 2003 - Compagnon de l'Ordre du Canada